# Рыбнев, Алексей Николаевич
Алексей Николаевич Рыбнев (26 августа [8 сентября] 1916, Армёнки, Нерехтский район — сентябрь 1943, Новороссийск, Краснодарский край) — советский архитектор. Участник Великой Отечественной войны.

## Биография

### Ранние годы
Алексей Рыбнев родился 26 августа (8 сентября) 1916 года в селе Армёнки Нерехтского уезда Костромской губернии. Его отец — Николай Капитонович Рыбнев — был врачом, а мать — Ольга Ивановна — педагогом. Через некоторое время после рождения Алексея семья переехала в город Нерехту, где Николай Капитонович работал врачом в больнице, а затем в Кострому, где он стал врачом родильного дома. Семья жила по адресу: Ивановская улица, дом 12, квартира 3.
В возрасте 16 лет Алексей Рыбнев переехал в Москву и стал работать техником в Гипрогоре. В 1934 году поступил в Московский архитектурный институт (МАРХИ). Серьёзно занимался музыкой, написал гимн МАРХИ. Будучи студентом четвёртого курса, выполнил преддипломный проект музея В. В. Маяковского. После общественных обсуждений этот проект был принят музеем МАРХИ (ныне некоторые его материалы находятся в Музее архитектуры имени А. В. Щусева). В 1940 году окончил факультет жилых и общественных сооружений МАРХИ, с отличием защитив дипломный проект «Большой Каменный мост через Москву-реку». По воспоминаниям однокурсницы Рыбнева, архитектора Е. Н. Чечик, он был очень музыкальным, отлично рисовал, а как архитектор был лучшим на курсе.
После окончания института Алексей Рыбнев продолжил работу в Гипрогоре. Под руководством А. С. Фисенко и И. С. Николаева занимался проектированием комплекса зданий и сооружений Куйбышевской ГЭС.
В ноябре 1940 года Алексей Рыбнев был призван в армию. В военкомате он познакомился с выпускниками МАРХИ Сергеем Дёминским и Всеволодом Луневым, они подружились и попросились в одну часть. Служили в сапёрном батальоне. После начала Великой Отечественной войны они были направлены по разным фронтам.

### Участие в войне
Когда началась Великая Отечественная война, Алексей Рыбнев находился в Крыму. На тот момент он был командиром взвода 2-й сапёрной роты 19 отдельного сапёрного батальона в составе 9-го стрелкового корпуса. Вместе со своим взводам занимался работами по укреплению Перекопского перешейка. Когда 29 сентября 1941 года противник предпринял попытку прорыва через Ишуньские позиции, Алексей Рыбнев получил ранение в руку, однако продолжил командовать взводом, пока не вывел его на заданный рубеж.
После ранения Алексей Рыбнев находился на лечении в ставропольском госпитале. После выздоровления продолжил службу. В 1942 году окончил курсы младших лейтенантов в Новочеркасске и курсы усовершенствования комсостава. Осенью 1942 года помощник начальника штаба Алексей Рыбнев служил на мысе Пенай близ оккупированного немцами Новороссийска, на 1 боевом участке противодесантной обороны.
В конце 1942 года был зачислен в отряд моряков-десантников под командованием майора Ц. Л. Куникова. В феврале 1943 года принимал участие в высадке десанта на «Малой земле» в районе Новороссийска. Алексей Рыбнев вместе с боевой группой из 35 человек уничтожил до 150 гитлеровцев. Продолжал бой, несмотря на ранение. 
В марте 1943 года находился в Геленжике. В 1943 году вступил в КПСС. С мая 1943 года начальник штаба Алексей Рыбнев выполнял боевую задачу по снабжению плацдарма «Малая земля» боеприпасами и продовольствием.
В ночь с 9 на 10 сентября 1943 года во время Новороссийской операции Алексей Рыбнев вместе с группой десантников был высажен близ городского порта. На протяжении недели десантники вели бой против превосходящих сил противника. Большинство десантников погибло. Во время штурма здания управления порта старший лейтенант Алексей Рыбнев получил ранение и попал в плен. Перед пленением он успел спрятать в камнях штабные документы. Алексея Рыбнева вместе с другими пленными пытали, а затем заживо сожгли.
16 сентября, после освобождения города Алексей Рыбнев вместе с другими погибшими в ходе штурма города солдатами был похоронен в братской могиле неподалёку от здания управления порта. В 1960-х годах их перезахоронили на городском кладбище «Солнечное».

## Награды
- Орден Отечественной войны I степени (1943) — за участие в Новороссийской операции (посмертно)[3].
- Орден Красной Звезды (1941) — за участие в Крымской оборонительной операции[5][17]
- Орден Красной Звезды (1943) — за отвагу при боевых действиях по удержанию плацдарма «Малая земля»[18]

## Память
- В 1978 году Алексей Рыбнев был посмертно принят в Союз архитекторов СССР. Его имя занесено на мемориальную доску, с именами московских архитекторов, погибших в Великой Отечественной войне[19].
- Решением Новороссийского городского совета от 17 августа 1979 года улице Динамовской и прилегающий к ней скверу было присвоено имя Алексея Рыбнева[18][4].